# A Republikanska futbolna grupa 1985-1986
L'edizione 1985-1986 della A PFG vide la vittoria finale del Beroe Stara Zagora, che conquista il suo primo titolo.
Capocannoniere del torneo fu Atanas Pašev del Trakia Plovdiv con 30 reti.
In questo campionato il pareggio per 0-0 non da punti, equivalendo di fatto ad una sconfitta per entrambe le squadre
.

## Classifica finale
|                     | Pos. | Squadra           | Pt | G  | V  | N | P  | GF | GS | DR  |
| ------------------- | ---- | ----------------- | -- | -- | -- | - | -- | -- | -- | --- |
| Bulgaria (bandiera) | 1.   | Beroe             | 43 | 30 | 20 | 4 | 6  | 55 | 36 | +19 |
|                     | 2.   | Trakia Plovdiv    | 41 | 30 | 18 | 6 | 6  | 82 | 38 | +44 |
|                     | 3.   | Slavia Sofia      | 36 | 30 | 16 | 5 | 9  | 63 | 33 | +30 |
| [ 1 ]               | 4.   | Sredec Sofia      | 34 | 30 | 16 | 2 | 12 | 62 | 37 | +25 |
| [ 2 ]               | 5.   | Vitoša Sofia      | 33 | 30 | 14 | 6 | 10 | 55 | 39 | +16 |
|                     | 6.   | Sliven            | 31 | 30 | 12 | 8 | 10 | 46 | 48 | -2  |
|                     | 7.   | Lokomotiv Plovdiv | 31 | 30 | 14 | 3 | 13 | 51 | 57 | -6  |
|                     | 8.   | Spartak Varna     | 30 | 30 | 11 | 9 | 10 | 31 | 32 | -1  |
|                     | 9.   | Lokomotiv Sofia   | 29 | 30 | 12 | 6 | 12 | 47 | 45 | +2  |
|                     | 10.  | FK Etăr           | 29 | 30 | 12 | 5 | 13 | 52 | 58 | -6  |
|                     | 11.  | Akademic Svištov  | 26 | 30 | 11 | 4 | 15 | 39 | 54 | -15 |
|                     | 12.  | Botev Vraca       | 25 | 30 | 10 | 5 | 15 | 44 | 60 | -16 |
|                     | 13.  | Pirin Blagoevgrad | 21 | 30 | 8  | 6 | 16 | 34 | 49 | -15 |
|                     | 14.  | Spartak Pleven    | 21 | 30 | 9  | 4 | 17 | 33 | 63 | -30 |
|                     | 15.  | Černo More Varna  | 20 | 30 | 9  | 3 | 18 | 47 | 58 | -11 |
|                     | 16.  | Dunav Ruse        | 18 | 30 | 8  | 4 | 18 | 29 | 63 | -34 |

Legenda:
      Campione di Bulgaria e ammessa alla Coppa dei Campioni 1986-1987.
      Ammesse alla Coppa delle Coppe 1986-1987.
      Ammesse alla Coppa UEFA 1986-1987.
      Retrocesse in B Republikanska futbolna grupa 1986-1987.
 Retrocessione diretta.
Regolamento:
Due punti a vittoria, uno a pareggio, zero a pareggio 0-0, zero a sconfitta.